# Mantova (stacja kolejowa)
Mantova (wł: Stazione di Mantova) – stacja kolejowa w Mantui, w regionie Lombardia, we Włoszech. Znajdują się tu 3 perony. Jest częścią projektu Centostazioni.
Położona jest na linii Werona - Modena oraz na linii do Cremony i Monselice. Do 1967 istniała również linia do Peschiera del Garda.
Stacja Mantua, która została otwarta 6 września 1874, składa się z piętrowego budynku. Na parterze znajdują się kasy i poczekalnia. Górne piętro jest zarezerwowane dla Trenitalia. Stacja obsługuje rocznie około 2 800 000 pasażerów.